# 대승아비달마잡집론
《대승아비달마잡집론(大乘阿毗達磨雜集論)》(산스크리트어: Mahāyānābhidharma-samuccaya-vyākhyā)는 인도불교의 유식학(唯識學) 총 3기 중 제3기의 논사인 안혜(安慧: 475~555)가 제1기의 논사 무착(無着: 300?~390?)이 지은 《대승아비달마집론》과 무착의 제자이자 동생인 사자각(師子覺)이 지은 《대승아비달마집론》에 대한 주석서를 합하여 편찬한 유식학 논서이다. 인도불교의 유식학의 제1기는 미륵과 무착의 유식학, 제2기는 세친의 유식학, 제3기는 안혜와 호법 등의 10대 논사들의 유식학을 의미한다.
별칭으로 《대법론(對法論)》 이라고도 하며, 약칭하여 《아비달마잡집론(阿毘達磨雜集論)》 또는 《잡집론(雜集論)》이라고도 한다.
《잡집론》은 총 16권으로 되어 있으며, 《대승아비달마집론》과 마찬가지로  2분(分) 8품(品)으로 구성되어 있다. 당(唐)의 현장(玄奘: 602~664)의 한역본이 있다. 법상종(法相宗)의 소의 논서인 11론(十一論) 가운데 하나이다.
《잡집론》은 유식유가행파의 법상(法相) 즉 제법분별(諸法分別)을 해설하고 있는 논서로, 《집론》의 주석서인 만큼 그것의 내용 체계를 따라 일체법 즉 유위의 현상 세계 전체를 5온 18계 12처로 분류하고 현상 세계가 실재하는 존재[法]가 아니라 의식(마음)의 산물이라는 것을 논하고 있으며 또 불교의 기본교의인 4성제를 상세히 설명하고 있다. 《대승아비달마집론》과 함께 여러 다른 논서들에서 옛날부터 널리 인용되었다.

## 참고 문헌
- 곽철환 (2003). 《시공 불교사전》. 시공사 / 네이버 지식백과. |title=에 외부 링크가 있음 (도움말)
- 무착 지음, 현장 한역, 이한정 번역 (K.572, T.1605). 《대승아비달마집론》. 한글대장경 검색시스템 - 전자불전연구소 / 동국역경원. K.572(16-157), T.1605(31-663). |title=에 외부 링크가 있음 (도움말)
- 안혜 지음, 현장 한역, 이한정 번역 (K.576, T.1605). 《대승아비달마잡집론》. 한글대장경 검색시스템 - 전자불전연구소 / 동국역경원. K.576(16-228), T.1606(31-694). |title=에 외부 링크가 있음 (도움말)
- 운허.  동국역경원 편집, 편집. 《불교 사전》. |title=에 외부 링크가 있음 (도움말)
- 진현종 (2007). 《한 권으로 읽는 팔만대장경》. 영담스님 감수. 들녘 / 네이버 지식백과. |title=에 외부 링크가 있음 (도움말)
- 황욱 (1999). 《무착[Asaṅga]의 유식학설 연구》. 동국대학원 불교학과 박사학위논문.
- (중국어) 무착 조, 현장 한역 (T.1605). 《대승아비달마집론(大乘阿毘達磨集論)》. 대정신수대장경. T31, No. 1605, CBETA. |title=에 외부 링크가 있음 (도움말)
- (중국어) 星雲. 《佛光大辭典(불광대사전)》 3판. |title=에 외부 링크가 있음 (도움말)
- (중국어) 안혜 조, 현장 한역 (T.1606). 《대승아비달마잡집론(大乘阿毘達磨雜集論)》. 대정신수대장경. T31, No. 1606, CBETA. |title=에 외부 링크가 있음 (도움말)